# Joaquim Nunes Borrego
Joaquim Manuel Nunes Borrego (Cidadelhe, Pinhel, 14 de novembro de 1960), General da Força Aérea Portuguesa, é um militar português, antigo Chefe do Estado-Maior da Força Aérea (2019-2022).

## Carreira na Força Aérea
Ingressou na Academia da Força Aérea, em setembro de 1979, onde concluiu a licenciatura em Ciências Militares Aeronáuticas em 1983.
Iniciou o tirocínio de pilotagem em 1984 na Base Aérea de Reese, USA, tendo sido brevetado como piloto aviador em maio de 1985. Nesse ano foi colocado na Base Aérea n.º 1 em Sintra, na Esquadra 102 onde obteve a qualificação de piloto instrutor na aeronave T-37C.
De regresso aos USA em abril de 1987, esteve colocado no EURONATO Joint Jet Pilot Traning, na Base Aérea de Sheppard, até agosto de 1990, onde desempenhou funções de Piloto Instrutor de T-37B, avaliador do STANEVAL e Squadron Spin Pilot.
Em setembro de 1990 é colocado novamente na Esquadra 102, desempenhando as funções de Instrutor de T-37-C, Chefe da Uniformização e Avaliação e Piloto da Patrulha Asas de Portugal.
No ano letivo 1991/1992 frequentou o curso Geral de Guerra Aérea, sendo posteriormente colocado na Base Aérea n.º 5 em Leiria, na Esquadra 304, onde desempenhou as funções de Piloto Operacional em A-7P, de Oficial de Operações e de Comandante de Esquadra.
Em janeiro de 1996 é colocado na Esquadra 11 em Montejunto, posteriormente designada por Centro de Operações Aéreas Alternativo, desempenhando as funções de Comandante.
Colocado em 1997 na Academia da Força Aérea em Sintra, como Chefe do Departamento de Formação Militar e professor eventual no Instituto de Altos Estudos da Força Aérea, qualificando-se ainda como piloto instrutor na aeronave Chipmunk.
Em junho de 2000 é colocado na Base Aérea n.º 5, onde desempenhou as funções de 2.º Comandante da Unidade e obteve a qualificação operacional na aeronave F-16 OCU.
Em outubro de 2008 é colocado como Comandante da Base Aérea n.º 5, requalificando-se na aeronave F-16 OCU.
No ano letivo 2009/2010 é auditor no Curso de Promoção a Oficial General e em setembro de 2010 na Academia da Força Aérea assume as funções de 2.º Comandante, cargo que exerceu até janeiro de 2012, momento em que foi escolhido para Chefe do Gabinete do Chefe do Estado-Maior da Força Aérea.
A 20 de julho de 2012 foi promovido ao posto de Major-General e em setembro assume as funções de Comandante da Academia da Força Aérea.
Em 24 de setembro de 2016 é promovido a Tenente-General e nomeado como Comandante Aéreo onde liderou toda a atividade operacional da Força Aérea durante cerca de dois anos.
A 26 de fevereiro de 2019, toma posse como Chefe do Estado-Maior da Força Aérea, sucedendo ao General Manuel Teixeira Rolo, tendo sido promovido ao posto de General.
Ao longo da sua carreira o General Joaquim Borrego acumulou mais de 4000 horas de voo, repartidas pelas seguintes aeronaves: Chipmunk, T-41, T-37, T-38, A-7, F-16, FTB-337, Épsilon TB30 e DO 27.
Cessou funções como Chefe do Estado-Maior da Força Aérea a 25 de fevereiro de 2022, não tendo sido reconduzido no cargo por mais dois anos. Sucedeu-lhe o General João Cartaxo Alves.

## Missão no Estrangeiro
No período de setembro de 2002 a setembro de 2005 fez uma comissão de serviço no Supreme Headquarters Allied Powers Europe em Mons, na Bélgica, desenvolvendo atividades na avaliação e implementação do conceito Combined Joint Task Force e, mais tarde, na área dos exercícios desse comando.

## Condecorações
Na sua folha de serviço constam vários louvores e condecorações, das quais se destacam, a Ordem Militar de Avis no grau de Grande-Oficial (9 de junho de 2016), a Ordem Militar de Cristo no grau de Grã-Cruz (2 de março de 2022), duas Medalhas de grau Ouro, duas Medalhas de grau Prata de Serviços Distintos, a Medalha de “Mérito Santos Dumont”, da Força Aérea Brasileira, e a “Romanian Air Force Emblem of Honor” da Força Aérea Romena.